# Diógenes Lara
Pour les articles homonymes, voir Lara.
Diógenes Lara (né le 6 avril 1903 en Bolivie et mort le 16 septembre 1968) était un joueur bolivien de football, qui évoluait au poste de milieu de terrain.

## Biographie
Il joue milieu durant sa carrière dans l'équipe bolivienne de Club Bolívar.
Lara participe aux neuf premiers matchs internationaux de l'histoire de son pays,,. Avec l'équipe de Bolivie, il participe à la coupe du monde 1930 en Uruguay, sélectionné par l'entraîneur Ulises Saucedo.
Il est alors l'un des piliers de la sélection, avec Jesús Bermúdez notamment, bien que le pays ne passe pas le 1er tour lors du tournoi.